# Der Landarzt von Chaussy
Der Landarzt von Chaussy ist ein französischer Spielfilm von Thomas Lilti aus dem Jahr 2016.

## Handlung
Jean-Pierre Werner arbeitet seit vielen Jahren als Arzt im Dorf Chaussy, wo er eine kleine Praxis betreibt, und macht Hausbesuche in der Umgebung. Im Dorf lebt auch seine Mutter; Jean-Pierre hat zudem einen erwachsenen Sohn, der wie dessen Mutter in der Großstadt lebt. Eines Tages erfährt Jean-Pierre, dass er einen inoperablen Temporaltumor in der linken Gehirnhälfte hat. Eine Chemotherapie kommt infrage, doch müsste er aufhören zu arbeiten und Stress vermeiden. Jean-Pierre stimmt einer Therapie zu, will jedoch weiterarbeiten.
Eines Tages erscheint Nathalie Delezia in Jean-Pierres Praxis. Dieser hält sie für eine Patientin, doch stellt sich heraus, dass Jean-Pierres behandelnder Arzt Michel Norès sie als seine neue Kollegin zu ihm geschickt hat. Nathalie ist keine junge Frau mehr und so reagiert Jean-Pierre ablehnend, als er hört, dass sie gerade erst ihr praktisches Jahr beendet hat. Nathalie ist jedoch keine unerfahrene Ärztin. Sie hat lange Zeit als Krankenschwester gearbeitet und zudem promoviert. Da sie in der Nähe von Chaussy aufgewachsen ist, wollte sie sich sowieso auf dem Land als Ärztin niederlassen. Jean-Pierre lässt sie zunächst auflaufen, schickt sie allein zu schwierigen Patienten und konfrontiert sie mit Situationen, die sie überfordern müssen. Er korrigiert ihre Fehler und erklärt ihr Besonderheiten einzelner Patienten, so liegt ihm die häusliche Pflege des 92-jährigen Sorlin beispielsweise besonders am Herzen. Er solle auf keinen Fall erneut ins Krankenhaus, wo man ihn doch nicht heilen könne. Nathalie gewinnt Jean-Pierres Respekt, als sie sich bei der Behandlung einer Sinti-und-Roma-Frau bewährt. Als er Nathalie für ihre Gesundheitsbescheinigung medizinisch untersucht, geht er auf ihre vorsichtigen Flirtversuche jedoch nicht ein.
Jean-Pierre erkennt, dass der Krebs fortschreitet. Er riecht Brandgeruch, wo keiner ist, und kann schon bald Dinge nur noch mit einer Gesichtshälfte erkennen. Er beginnt mit der Chemotherapie, weigert sich jedoch, beruflich kürzerzutreten, und will weder seiner Familie noch Nathalie von seiner Erkrankung erzählen. Als er nach einer Behandlung zurück in die Praxis kommt, berichtet ihm Nathalie, dass sie Sorlin wegen seines schlechten Gesundheitszustandes ins Krankenhaus hat einweisen lassen. Jean-Pierre reagiert empört, habe er Sorlin doch versprochen, dies nie zu tun, und entlässt Nathalie fristlos. Kurz darauf verletzt sich der Bürgermeister des Dorfes schwer und Jean-Pierre holt Nathalie zur Akuthilfe dazu. Beim Einsatz verletzt sich Jean-Pierre am Knöchel und am Schlüsselbein. Er lässt sich von Nathalie röntgen und sie erkennt auf dem Röntgenbild der Schulter Metastasen, verschweigt es ihm jedoch. Michel Norès rät ihr davon ab, Jean-Pierre auf seine Krankheit anzusprechen. Dieser wiederum will die Chemotherapie, die kaum anschlägt, nicht durch eine erfolgversprechende Strahlentherapie ergänzen.
Nathalie integriert sich in das Dorfleben und gewinnt das Vertrauen der Patienten. Sie findet neue Therapieansätze und kann mit manchen Patienten besser umgehen als Jean-Pierre. Dieser holt in einer spontanen Aktion den alten Sorlin aus dem Krankenhaus und bringt ihn zurück nach Chaussy. Hier organisiert er ein Pflegeprogramm und Sorlin kann schließlich zuhause in Frieden sterben. Dennoch ist Jean-Pierre nach dem Tod Sorlins desillusioniert, hat er doch das Gefühl, nur die Fehler der Natur zu reparieren, wobei am Ende immer die Natur gewinne. Er erkennt, dass Nathalie weiß, wie krank er ist, und sie gibt zu, Tumore damals auf der Röntgenaufnahme gesehen zu haben. Eine erneute Untersuchung nach mehrwöchiger Chemotherapie ergibt nun, dass Jean-Pierres Hirntumor stark geschrumpft ist.

## Produktion

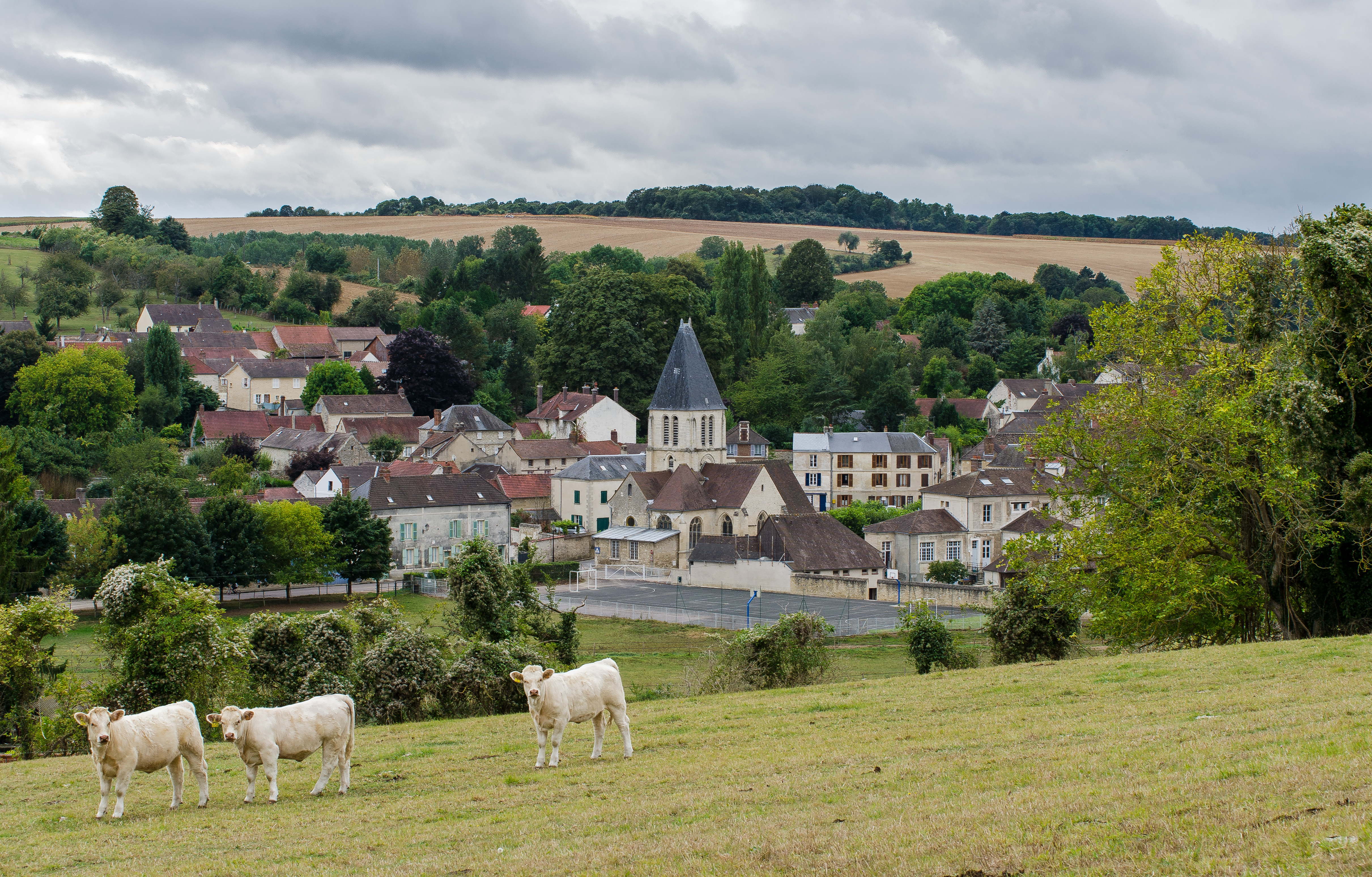
Chaussy, ein Drehort des Films

Der Landarzt von Chaussy wurde unter anderem vor Ort in Chaussy (u. a. Rathaus, Bergerie de Villarceaux) sowie kleineren Dörfern wie Wy-dit-Joli-Village, Villers-en-Arthies, Arthies, Maudétour-en-Vexin und Genainville gedreht. Die Kostüme schuf Dorothée Guiraud, die Filmbauten stammten von Philippe van Herwijnen. Es war nach Hippocrate der zweite Spielfilm, in dem sich der gelernte Mediziner Lilti mit dem Thema des Arztes auseinandersetzte.
Der Film wurde erstmals im Januar 2016 im Rahmen der Pariser Filmmesse Rendez-vous avec le Nouveau Cinéma Français vor Fachpublikum gezeigt. Der Landarzt von Chaussy erlebte am 25. Januar 2016 in Annecy seine Premiere. Er kam am 23. März 2016 in die französischen Kinos und wurde von rund 1,4 Millionen Zuschauern gesehen. Am 8. September 2016 lief er auch in den deutschen Kinos an.

## Kritik
„Mit wenigen Strichen entwirft der Franzose Thomas Lilti ein liebevolles Bild vom Leben auf dem Land“, befand Cinema, und fasste zusammen: „Französisches Kino mit Herz, das einen am Ende reich beschenkt“.

## Auszeichnungen
Auf dem Edinburgh International Film Festival wurde Thomas Litli für Der Landarzt von Chaussy für den Publikumspreis nominiert. François Cluzet erhielt 2017 eine César-Nominierung in der Kategorie Bester Hauptdarsteller.